# Knut Kroon
Knut Kroon (Helsingborg, Suecia; 19 de junio de 1906-Helsingborg, Suecia; 27 de febrero de 1975) fue un futbolista sueco que jugaba en la posición de delantero.

## Trayectoria
Inició su carrera en 1922 con el Stattena IF en el que jugó en las divisiones menores hasta 1925 cuando fue traspasado al Helsingborgs IF, en el cual participó en 516 partidos y anotó 318 goles. Kroon ayudó al equipo a ganar la Allsvenskan en cinco ocasiones, y se retiró en 1942.
Con la selección nacional estuvo en 35 partidos entre 1925 y 1934 anotando 18 goles y fue miembro del equipo que participó en el mundial de Italia 1934. Él anotó el gol de la victoria por 3-2 en la primera ronda ante Argentina. Algunas fuentes consideran que él fue el primero en anotar un gol en la historia de la clasificación para la Copa Mundial de Fútbol cuando con Suecia anotó ante Estonia a los 7 minutos en el partido jugado el 11 de junio de 1933 en Estocolmo. Otras fuentes consideran que ese gol fue un autogol del portero Estonio Evald Tipner.
También formó parte del equipo nacional que participó en los Juegos Olímpicos de Berlín 1936, pero no jugó ni un partido.

## Logros

### Colectivos
- Allsvenskan (5): 1928/29, 1929/30, 1932/33, 1933/34, 1940/41.
- Svenska cupen (1): 1941

### Individuales
- Goleador de la Allsvenskan (1): 1928

## Galería

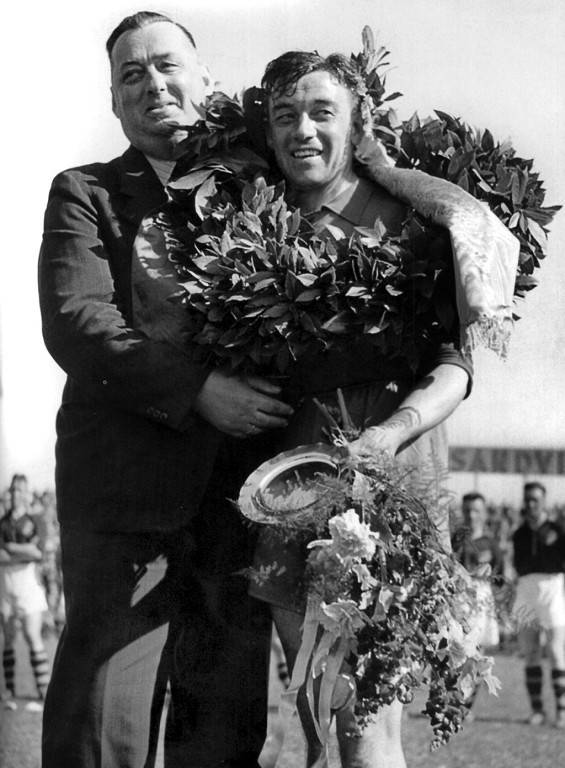
Homenaje a Kroon por su entrenador "Bill" Petersson en su partido 500 con el HIF.